# Hanna Mittelstädt
Hanna Mittelstädt (geboren 1951 in Hamburg) ist eine deutsche Autorin, Übersetzerin und Verlegerin. Sie begründete 1973 den Verlag Edition Nautilus (zunächst als MAD-Verlag) mit, den sie bis 2016 leitete.

## Leben und Werk

### Verlegerin und Übersetzerin
Mit dem Berufswunsch Städteplanerin studierte Hanna Mittelstädt Soziologie, brach das Studium jedoch ab, um mit Lutz Schulenburg und dem französischen Übersetzer und Lyriker Pierre Gallissaires 1973 den MaD-Verlag – Materialien, Analysen, Dokumente aufzubauen, den sie 1977 in Edition Nautilus umbenannten. Sie war an der Subrealisten Bewegung beteiligt, die sich an den Situationisten orientierte, und nahm damit in der deutschsprachigen Linken jener Zeit eine Außenseiterposition ein.
Mittelstädt war zusammen mit ihrem Lebenspartner Lutz Schulenburg Verlagsleiterin und Lektorin. Mit Pierre Gallissaires übersetzte sie für die Edition Werke aus dem Französischen, vor allem in den Anfangsjahren Texte der Situationisten und Surrealisten wie Benjamin Péret, Francis Picabia und Tristan Tzara. Übersetzungen nahmen einen großen Teil des Verlagsprogramms ein. 2005 wandte sich Andrea Maria Schenkel an den Verlag, nachdem das Manuskript ihres Debütromans Tannöd von großen Verlagshäusern abgelehnt worden war. 2006 erschien der Roman bei Nautilus und wurde für den Verlag ein großer finanzieller Erfolg.
Nach dem Tod Lutz Schulenburgs 2013 und einer Übergangszeit übergab Mittelstädt die Edition Nautilus zum Jahresbeginn 2016 an ihre fünf Mitarbeiterinnen, die ihn seitdem gleichberechtigt als Kollektiv leiten. Seit ihrem Rückzug aus dem Verlag schrieb sie die Verlagschronik „Arbeitet nie! Die Erfindung eines anderen Lebens“, die 2023 in der Edition Nautilus erschien, und veranstaltet szenische Lesungen. Für den Erhalt des Archivs der Verlagsgeschichte hat sie 2023 eine Stiftung gegründet, die Hanna Mittelstädt und Lutz Schulenburg-Stiftung.

### Autorin
In den 1990er Jahren begann Mittelstädt eigene Prosa zu publizieren. Auf ihre Initiative entstand ein Briefprojekt mit der Schriftstellerin Anna Rheinsberg. Von März 1997 bis März 1998 schrieben sich die Hamburger Verlegerin und die in Marburg lebende Autorin einmal pro Woche „Briefe über Liebe und Literatur“. Sie erschienen 1999 unter dem Titel Liebe Hanna – Deine Anna in der Edition Nautilus. Mit dem 2021 erschienenen Roman Blu, erzählt Mittelstädt „die traurige Geschichte einer Illusion, einer verlorenen Liebe“ mit realen Vorbildern im Milieu der alternativen Szene der Achtundsechziger.

## Veröffentlichungen
- Die Hacienda muss gebaut werden, Verlag Peter Engstler, 1994
- Mit den Augen hören. Zehn Tage in Chiapas, Mexiko, Verlag Peter Engstler, 1995
- Reise in die Wirklichkeit des mexikanischen Südostens, Edition Nautilus, Hamburg 1996
- Augenblicke (Biografie), Verlag Peter Engstler, 1998
- Liebe Hanna, Deine Anna. Briefe über Liebe und Literatur, mit Anna Rheinsberg, Edition Nautilus, Hamburg 1999
- Die Notwendigkeit des Mondes, Verlag Peter Engstler, Ostheim/Rhön 2016
- Blu – Lovestory. (Roman) Konkursbuch Verlag Claudia Gehrke, Tübingen 2021
- Arbeitet nie! Die Erfindung eines anderen Lebens. Chronik eines Verlags, Edition Nautilus, Hamburg 2023[8]